# Cinderella (filatelie)
Een cinderella is in de filatelie een zegel die op het eerste gezicht aan een postzegel doet denken, maar geen postzegel is, omdat deze niet is uitgegeven door het postwezen van een door de Wereldpostunie erkend land, gebied of (internationale) organisatie.
De term omvat een enorm spectrum aan mogelijkheden:
- Zegels met een semi-postale functie, bestemd voor alternatieve vormen van postvervoer, zoals stadspostdiensten, scheepszegels, hotelzegels.
- Ook stakingszegels, gebruikt voor alternatief postvervoer tijdens een poststaking.
- Zegels van zogenaamde stadspostdiensten die hun geld verdienden met de uitgifte van (stadspost)zegels zonder ooit een post te vervoeren.
- Zegels bestemd om op een brief te plakken maar zonder frankeerfunctie, bijvoorbeeld sluitzegels, zoals in Nederland van de Tuberculosebestrijding.
- Zegels die door de staat zijn uitgegeven, maar voor een ander doel dan het verzenden van post, bijvoorbeeld fiscale zegels.
- Nog meer zegels die geen betrekking hebben op postvervoer: verzekeringszegels, spaarzegels, enz.
- Sluitzegels.
- Fantasiezegels van niet-bestaande landen, bijvoorbeeld de tweede druk van de zogenaamde postzegels van het vorstendom Sedang, ergens in Indochina gelegen, welke koning Marie I in 1889 in Parijs liet bijdrukken.
- Fantasiezegels die door kunstenaars zijn gemaakt.
- Vervalsingen ten nadele van het postwezen.
- Vervalsingen ten nadele van de filatelist.
- Spionagevervalsingen, bijvoorbeeld de 1½ cent uit 1935 (NVPH nr. 172) die geheime agenten meekregen als ze boven Nederland werden gedropt.
- Oorlogsvervalsingen in de Eerste en Tweede Wereldoorlog door de tegenpartij vervaardigd voor propagandadoeleinden.
- Facsimiles van postzegels, maar op de één of andere manier duidelijk herkenbaar als niet-echt.
- Zegels die als postzegel zijn ontworpen en gedrukt, maar nooit tot uitgifte zijn gekomen, bijvoorbeeld omdat op het laatste moment een cruciale fout wordt ontdekt.
- Proeven. Denk in Nederland aan de kleurproeven van de eerste emissies. Deze proeven zijn opgenomen in de NVPH-catalogus.

Cinderella's worden meestal uitgegeven door privé-ondernemingen of organisaties om zichzelf aan te prijzen. Het ontwerp van cinderella's lijkt in het algemeen zeer op die van "echte" postzegels, maar zonder officiële landsaanduiding en meestal zonder waardeaanduiding.
Cinderella's worden ook verzameld, zelfs door filatelisten. De waardering door filatelisten hangt af van de omstandigheden. Cinderella's op een brief die echt heeft gelopen worden vaak wel gewaardeerd.
andreaskruis · baarfrankering · brandkastzegel · cinderella · decemberzegel · dienstzegel · doorloper · dwangtoeslagzegel · eerste postzegelemissie · gelegenheidszegel · gemeenschappelijke postzegelemissie · gemengde frankering · gepersonaliseerde postzegel · kinderpostzegel · langlopende postzegel · luchtpostzegel · perfin · portzegel · postpakketzegel · postzegel met tab · postzegelboekje · spoorwegzegel · toeslagzegel · vertanding · voorafstempeling · zelfklevende postzegel · zomerpostzegel · zondagstrookje
Portaal · Categorie